# Madhuca takensis
Madhuca takensis är en tvåhjärtbladig växtart som beskrevs av Aubrev. Madhuca takensis ingår i släktet Madhuca och familjen Sapotaceae. Inga underarter finns listade i Catalogue of Life.